# Le Pêcheur de perles
Le Pêcheur de perles è un cortometraggio muto del 1907 diretto da Ferdinand Zecca.

## Trama
Affascinato dalla visione di meravigliose creature che abitano i fondali, naiadi e sirene, un uomo si tuffa nell'oceano e si trova a camminare sul fondo del mare. Ad un certo punto, si trova davanti a un'ostrica gigante che si apre, lasciandolo entrare: per lui, ha inizio una strana avventura.

## Produzione
Il film fu prodotto dalla Pathé Frères.

## Distribuzione
Distribuito dalla Pathé Frères, il film - un cortometraggio di 12 minuti - uscì nelle sale francesi nel 1907. La Pathé lo distribuì anche negli Stati Uniti, dove venne importato e presentato il 7 dicembre 1907 con il titolo inglese The Pearl Fisher